# Mayetiola phalaris
Mayetiola phalaris är en tvåvingeart som beskrevs av Barnes 1927. Mayetiola phalaris ingår i släktet Mayetiola och familjen gallmyggor. Inga underarter finns listade i Catalogue of Life.